# Joe Abercrombie
Joe Abercrombie   (Lancaster, 31 de desembre de 1974) és un escriptor anglès de fantasia i editor cinematogràfic. És l'autor de les trilogies La primera llei i El Mar Trencat i altres obres de literatura fantàstica.

## Biografia
Joe Abercrombie va néixer a Lancaster (Anglaterra). Es va educar a la Lancaster Royal Grammar School i va estudiar psicologia a la Universitat de Manchester.
Abercrombie va començar a treballar en la producció televisiva abans de reorientar la carrera com a editor independent de cinema. Durant una pausa entre les diverses feines va començar a escriure The Blade Itself el 2002, que va acabar el 2004. La novel·la va ser publicada per l'editorial Gollanz el 2006 i la van seguir els altres dos llibres de la trilogia The First Law: Before They Are Hanged i Last Argument of Kings. A començament del 2008 Abercrombie va ser un dels participants en la minisèrie documental The Worlds of Fantasy de la BBC, juntament amb altres autors com Michael Moorcock, Terry Pratchett i China Miéville. El 2009 Abercrombie va publicar la novel·la Best Served Cold, ambientada al mateix món que la trilogia The First Law, però com a novel·la independent. Ha continuat amb The Heroes (2011) i Red Country (2012), també ambientades al mateix món. El 2014 va publicar Mig rei, el primer volum de la trilogia El Mar Trencat,.
Actualment Abercrombie viu a Bath (Somerset) amb la seva esposa i els seus tres fills.
L'any 2011 Abercrombie va signar un tracte amb l'editorial Gollancz per escriure 4 llibres més sobre el món de The First Law.

### The First Law('La primera llei')
1. The Blade Itself ('L'espasa mateix'), maig de 2006, nominada al premi John W. Campbell 2008 al millor escriptor novell.[3]
2. Before They Are Hanged ('Abans que els pengin'), març de 2007
3. Last Argument of Kings ('L'últim argument dels reis'), març de 2008

### The Age of Madness ("Era de la bogeria")
1. A Little Hatred, 2019, ('Una mica d'Odi')[4]
2. The Trouble with Peace, 2020, ('El problema de la pau')[5]
3. The Wisdom of Crowds, 2021, ('La saviesa de les multituds')[6]

### Shattered Sea(El Mar Trencat)
1. Half a King, 8 de juliol 2014; versió catalana: Mig rei (Editorial Rosa dels Vents, juny de 2015)[7]
2. Half a World, febrer de 2015; versió catalana: Mig món (Editorial Rosa dels Vents, setembre de 2015)
3. Half a War, juliol de 2015; versió catalana: Mitja guerra

### Obres independents (basades en l'univers deLa primera llei)
- Best Served Cold ('És millor servir-la freda'), juny de 2009, guanyadora del David Gemmell Legend Award 2010 i del Ravenheart Award a la millor coberta[8][9]
- The Heroes ('Els herois'), gener de 2011[10]
- Red Country ('El país vermell'), octubre de 2012[11]

### Relats curts (una tria)
- «The Fool Jobs», dins el recull Swords & Dark Magic publicat el juny de 2010; mostra en Curnden Craw i els seus dotze companys abans dels successos de The Heroes.
- «Yesterday, Near A Village Called Barden», aparegut dins la versió en tapa dura de The Heroes de l'editorial Waterstones i s'enfoca en Bremer dan Gorst i la campanya anterior als fets dels herois.